# Leader adjoint du Parti conservateur (Royaume-Uni)
Le Leader adjoint du Parti conservateur est parfois le titre officiel d'un haut responsable politique du Parti conservateur britannique.
Certains sont donnés officiellement par le parti, comme Peter Lilley, tandis que d' autres sont donnés comme une description non officielle par les médias, tels que William Hague.
Il n'y a formellement aucun poste actuel de leader adjoint dans la hiérarchie du parti.
Le terme a parfois été utilisé à tort pour désigner le vice-président du parti.

## Liste des leaders adjoints du Parti conservateur
|                               | Portrait       | Circonscription             | Début du mandat   | Fin du mandat   | Autre Poste(s) | Leader (s) | Leader (s)        |
| ----------------------------- | -------------- | --------------------------- | ----------------- | --------------- | --- | ---------- | ----------------- |
| Reginald Maudling (1917–1979) |                | Barnet puis Chipping Barnet | 1965              | 18 juillet 1972 | Leader adjoint de l'Opposition Secrétaire d'État fantôme des Affaires étrangères Secrétaire d'État fantôme à la Défense Secrétaire d'État à l'Intérieur |            | Edward Heath      |
| NC                            | NC             | NC                          | NC                | NC              | NC | NC         | NC                |
| Vicomte Whitelaw (1918–1999)  |                | Penrith and The Border      | 11 février 1975   | 7 août 1991     | Leader adjoint de l'Opposition Secrétaire d'État fantôme à l'Intérieur Secrétaire d'État à l'Intérieur Leader de la Chambre des lords                   |            | Margaret Thatcher |
| Vicomte Whitelaw (1918–1999)  | John Major     | Penrith and The Border      | 11 février 1975   | 7 août 1991     | Leader adjoint de l'Opposition Secrétaire d'État fantôme à l'Intérieur Secrétaire d'État à l'Intérieur Leader de la Chambre des lords                   |            |                   |
| NC                            | NC             | NC                          | NC                | NC              | NC | NC         | NC                |
| Peter Lilley (né en 1943)     |                | Hitchin and Harpenden       | 1 juin 1998       | 15 juin 1999    | Leader adjoint de l'Opposition |            | William Hague     |
| NC                            | NC             | NC                          | NC                | NC              | NC | NC         | NC                |
| Michael Ancram (né en 1945)   |                | Devizes                     | 14 septembre 2001 | 2005            | Leader adjoint de l'Opposition Secrétaire d'État fantôme des Affaires étrangères Secrétaire d'État fantôme à la Défense                                 |            | Iain Duncan Smith |
| Michael Ancram (né en 1945)   | Michael Howard | Devizes                     | 14 septembre 2001 | 2005            | Leader adjoint de l'Opposition Secrétaire d'État fantôme des Affaires étrangères Secrétaire d'État fantôme à la Défense                                 |            |                   |

## Anciens leaders adjoints vivants
| Leader             | Mandat    | Date de naissance |
| ------------------ | --------- | ----------------- |
| Lord Lilley        | 1998-1999 | 23 août 1943      |
| Marquis de Lothian | 2001-2005 | 7 juillet 1945    |